# Телепнево (Смоленская область)
Телепнево — деревня в Смоленской области России, в Вяземском районе. Население — 64 жителя (2007 год). Расположена в восточной части области в 20 км к северо-востоку от районного центра, в 3 км южнее автодороги М1 «Беларусь». Входит в состав Ермолинского сельского поселения.

## История
Известно с начала XVI века, как село Спас-Телепнево, вотчина князей Телепневых. Здесь находилась усадьба князя Телепнева-Овчина-Оболенского И.Ф. В 1698 году в селе была построена деревянная церковь. В 1755 году на средства Маргариты Фёдоровны Карабановой была построена деревянная церковь Спаса Нерукотворного. В 1860 году открыта церковно-приходская школа. В 1870 году в селе насчитывалось 51 двор и 235 жителей. В начале XX века в селе уже было 370 жителей, конный завод Липскерова А.Я. В настоящее время церковь и усадебный дом разрушены. В парке располагается пионерлагерь.